# ポッヘン
ポッヘン（ドイツ語: Pochen）は、ポッホ（Poch）・ポッホシュピール（Pochspiel）ともいい、ドイツの非常に古くからあるトランプを使った賭博である。フランス語では「ポーク」（Poque）という。3つのミニゲームからなり、第2の部分がポーカーの原型にあたる可能性がある。それ以外の、第1と第3の部分はポープ・ジョーンと共通点が多い。

## 概要
ポッヘンは1441年の文献に見える、西洋のトランプゲームとしては最古のもののひとつである。
本来は賭博であるが、現在はほとんど現金が賭けられることはなく、家庭用ゲームに変化している。
ドイツ語で「pochen」とは文字通りにはノックすることを意味するが、ここでは第2のミニゲームにおいて自分の手のよさを自慢するという意味で使われている。イギリスにブラグ (Brag) という名前の同様のゲームがあるが、これも同じ意味である。

## 現代のルール
競技者の数は3人から6人まで。通常のトランプのうち2から6までを抜いた32枚のカードを使用する（52枚全部を使う方式も存在する）。それ以外にチップと、チップを置くための専用のボードを使用する。チップを入れるための穴がボードの周囲に8つと、中央にひとつあいている。周囲の穴はそれぞれA・K・Q・J・10・結婚（KとQ）・シーケンス（7と8と9）・ポッホ（第2のミニゲーム用、ジョーカーの絵が描いてある）に対応する。中央の穴は第3のミニゲームのためにある。
最初のディーラーはなんらかの方法で決める。ディーラーはプレイごとに時計回りに移動する。
まず、各競技者はボードにある9つの穴のそれぞれにチップを1枚ずつ置く。
ディーラーは各競技者に5枚の手札を配り、その次の1枚を表向きにする。表向きにしたカードのスートが切り札になる。ただしトリックテイキングゲームの切り札とは多少意味が異なる。

### 第1のミニゲーム
各競技者は、切り札スートのA・K・Q・J・10・結婚（KとQ）・シーケンス（7と8と9）のいずれかが手札の中にあった場合、対応する穴に置いてあるチップを取ることができる。したがって、切り札のKとQの両方が手札にあったら、K・Q・結婚の3つの穴にあるチップをすべて得ることができる。
穴に対応するカードを誰も持っていない場合は、その穴に置いたチップはそこに置いたままになる。

### 第2のミニゲーム
各競技者のうち、同じランクのカードが2枚以上ある者だけが参加できる。ディーラーの左隣から時計回りに順に、パスするか、ポッホ用の穴にチップを置く。誰かが賭けたら、ほかの競技者は相手と同じかそれ以上の額のチップを置くか、または降りる。これを全員のチップの額が同じになるまで繰り返す。
降りていない者がひとりだけになったら、その競技者がチップを得る。降りていない者がふたり以上残った場合は、手をくらべあう。同一ランクの枚数が多い方が勝つ（4枚 > 3枚 > 2枚）。枚数が等しい場合は、ランクが高い方が勝つ。ランクの等しいペアを持つ者が2人いる場合は、ペアの中に切り札を含んでいる方が勝つ。
注意：ポーカーと異なり、ペアが複数あってもそのうちひとつしか勝負には関係しない。ツーペアやフルハウスは存在しない。

### 第3のミニゲーム
このミニゲームはカードをランクの順に出していく、ポープ・ジョーンに似たゲームである。
まず第2のミニゲームの勝者が手札のうちの任意の1枚を表向きに場に出す。各競技者は、そのカードと同じスートでひとつだけランクの高いカードを出していく。だれも出せなくなったら、最後にカードを出した者が任意の1枚を出して、同様にプレイを続ける。最初に手札を全部出した者がチップを獲得する。
古いルールでは、最初に出すカードは一番枚数の多いスートの一番低いランクのカードでなくてはならず、各競技者は同じスートでひとつランクの高いカードを出していく。上がった人以外は、手元に残った枚数ぶんだけのチップを上がった競技者に払う。Parlett の本ではこの方法を説明している。